# Hakeem Olajuwon
Hakeem Abdul Olajuwon, pierw. Akeem Abdul Olajuwon (ur. 21 stycznia 1963 w Lagos) – nigeryjski koszykarz, posiadający także amerykańskie obywatelstwo (od 1993), występujący na pozycji środkowego, dwukrotny mistrz NBA, złoty medalista olimpijski z Atlanty.
Uważany za jednego z najlepszych środkowych graczy w historii koszykówki. Dzięki swojej zręczności oraz umiejętnościom nazwany Hakeem „The Dream”.
Nazwisko „Olajuwon” znaczy dosłownie „zawsze na szczycie”. Przez kolegów z drużyny uważany był za dowcipnisia, a prezenterowi stacji CBS, Billiemu Packerowi wyznał, że jego ulubionym jedzeniem są lody.

## Kariera koszykarska
Hakeem Abdul Olajuwon urodził się 21 stycznia 1963 roku w Lagos w Nigerii. Pierwszy raz z koszykówką zetknął się w wieku 15 lat. Mierzył wtedy ok. 2 metry i był gwiazdą szkolnej ekipy piłki ręcznej. Zamierzał poświęcić się właśnie tej dyscyplinie sportu, ale rósł tak szybko, że okazał się za wysoki na piłkę ręczną i został zmuszony do zajęcia się poważniej koszykówką. Talent koszykarski Olajuwona wyłowił Ganiyu Otengbade, trener koszykówki w muzułmańskiej szkole średniej w Lagos. Początkowo Hakeem musiał siedzieć na ławce rezerwowych, niewiele umiał, miał bardzo wyraźne braki w technice. Dzięki bardzo szybkim postępom trafił do pierwszej reprezentacji Nigerii i występował na igrzyskach afrykańskich. Olajuwon swoimi zbiórkami i blokami zwrócił na siebie uwagę agentów poszukujących talentów dla amerykańskich uczelni. Haakem podobnie jak jego brat Kaka z Anglii, wyjechał do USA, aby podjąć naukę na którymś z tamtejszych uniwersytetów.

### Uniwersytet w Houston

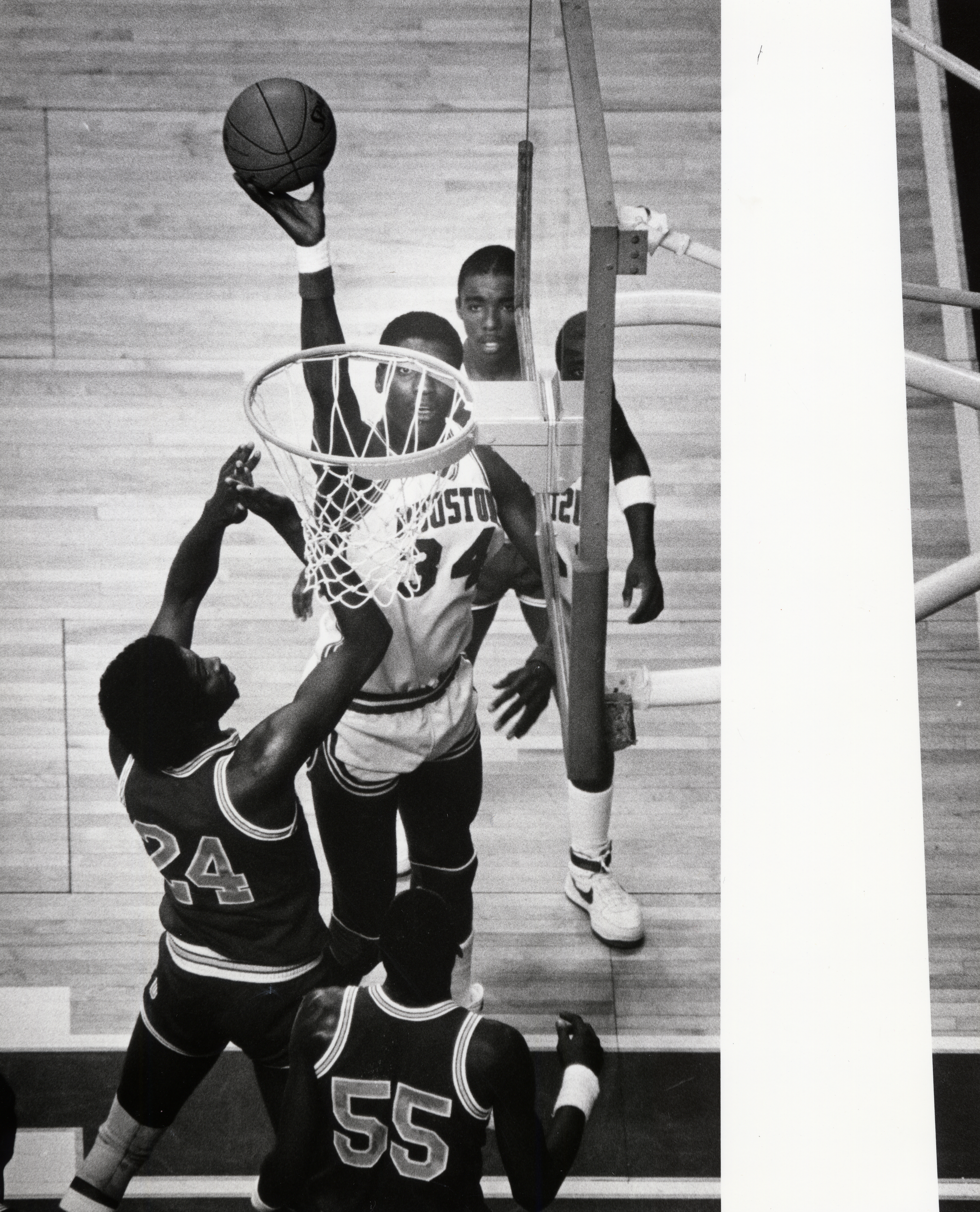
Olajuwon w barwach Houston Cougars.

Spośród pięciu uniwersytetów, Olajuwon wybrał University of Houston. Trener Lewis powiedział reporterom, że Olajuwon nie będzie odgrywał większej roli w zespole i że nie przypuszcza on, aby kiedykolwiek stał się czołowym graczem uczelnianym. To zmobilizowało Olajuwona i zaczął trenować nad poprawą swoich umiejętności.
W krótkim czasie Olajuwon i Drexler doprowadzili zespół Houston Cougars trzy razy z rzędu do Final Four, lecz ani razu nie udało im się wywalczyć tytułu mistrzowskiego. W tym czasie znani byli pod nazwą „Phi-Slama-Jama”. Phi – bo takim słówkiem kwitowali występy na parkietach rywali, Slama-Jama od ulubionego sposobu zdobywania punktów i ulubionej muzyki, jazzu.

### Houston Rockets
O tym, jakie postępy poczynił Hakeem w okresie gry na uniwersytecie może świadczyć fakt, że Houston Rockets, posiadający prawo wyboru pierwszego zawodnika w drafcie do NBA, pomimo że mieli już w swoim składzie wybitnego centra – Ralpha Sampsona, wybrali właśnie Nigeryjczyka. Houston Rockets sezon wcześniej mieli stosunek zwycięstw do porażek 29-53. W debiutanckim sezonie Hakeema Rockets awansowali do play-off mając wynik za sezon 48-34. Zostali wyeliminowani po wyrównanej walce przez Utah Jazz (2-3). W swoim debiutanckim sezonie Olajuwon zdobył czwarte miejsce na liście najlepiej zbierających, drugie pod względem bloków, nominacja do występu w All-Star, zaliczenie do All-Rookie Team i drugiego składu obrońców NBA. W walce o tytuł najlepszego nowicjusza wyprzedził go Michael Jordan.
W drugim sezonie Houston w imponującym stylu wywalczyli awans do finałów NBA. W sezonie zasadniczym Rockets prowadzeni przez Billa Fitcha osiągnęli 51 zwycięstw, a przez play-off przeszli jak burza pokonując po drodze Sacramento Kings (3-0), Denver Nuggets (4-2) i Los Angeles Lakers (4-1). Zatrzymali ich dopiero w finale Boston Celtics, prowadzeni przez Larry’ego Birda. Indywidualne osiągnięcia Olajuwona w tym sezonie to 8. miejsce na liście najlepszych strzelców NBA (23,5 pkt.) i trzecie pod względem bloków (3,4) oraz kolejny występ w All-Star. W tym sezonie, pomimo kontuzji, która wykluczyła go na około miesiąc, w każdym meczu, w którym występował zaliczał dwucyfrowe zdobycze punktowe. Olajuwon wraz z Ralphem Sampsonem tworzyli wtedy najsłynniejszy duet centrów w historii, nazywany „Twin Towers”.
Kolejny rok i 12. miejsce na liście strzelców (23,4 pkt), ósme w zbiórkach (11,4), trzecie w blokach (3,39) i występ w pierwszej piątce All-Star West. W sezonie zasadniczym Houston nie wiodło się jednak najlepiej. 42 zwycięstwa i trzecie miejsce w dywizji nie dawały zbyt wielkiej nadziei na kolejny awans do finałów. Po pokonaniu w pierwszej rundzie Portland Trail Blazers (3-1) pomimo wielkiego wysiłku Olajuwona (29,2 pkt. i 11,3 zbiórki) nie udało się już pokonać Seattle SuperSonics (2-4).
Sezon 1987/88 to kolejne sukcesy, lecz w play-off Houston zostało wyeliminowane przez Dallas (1-3). Osiągnięcia Olajuwona to kolejny występ w pierwszej piątce All-Star, All NBA First Team, 10. miejsce na liście najlepszych strzelców (22,8), trzecie w zbiórkach (12,1), czwarte w blokach (2,71), oraz co zdarza się dosyć rzadko wśród centrów – dziewiąte w przechwytach (2,05).
Sezon 1988/89 – 45 zwycięstw w sezonie zasadniczym i porażka 1-3 w pierwszej rundzie play-off przeciwko Seattle. Olajuwon po raz kolejny został wybrany do All-Star i zdobył tam 21 punktów. Po raz kolejny został wybrany także do All NBA First Team. Olajuwon został także liderem ligi pod względem zbiórek. Na koniec rozgrywek regularnych uplasował się na drugiej pozycji w głosowaniu na defensora roku.
Kolejny sezon, już szósty Olajuwona, to znowu porażka 1-3 w pierwszej rundzie play-off przeciwko Lakers. Kolejny raz Hakeem został wybrany do All-Star. Także i w tym sezonie Olajuwon zdobywał najwięcej zbiórek w NBA, a i w blokach był niepokonany. Na koniec rozgrywek zajął drugie miejsce w głosowaniu na obrońcę roku NBA.
Sezon 1990/91 to kontuzja, która wyeliminowała go na 25 meczów (Bill Cartwright z Chicago Bulls łokciem zmiażdżył kość w prawym oczodole Hakeema). Pomimo najlepszej średniej zbiórek nie został on jednak wciągnięty na listę najlepiej zbierających. Nie wystąpił w meczu All-Star, a zespół po raz kolejny odpadł w pierwszej rundzie play-off (0-3 dla L.A.Lakers). Jedyną pociechą był tytuł najlepiej blokującego zawodnika NBA.
Nadszedł sezon 91/92. Pomimo bardzo dobrej gry Olajuwona 21,6 pkt. 12,1 zb. (5. miejsce) 4,34 bl. (2. miejsce) i 1,81 przechwytów Rockets (42-40) nie awansowali nawet do play-off. Olajuwon poprosił o przeniesienie do innego klubu – konflikt pomiędzy nim a kierownictwem stał się faktem. Znalazł się jednak człowiek, który potrafił dojść z nim do porozumienia. Okazał się nim Rudy Tomjanovich, który został trenerem Rakiet w połowie sezonu 91/92. Olajuwon otrzymał 30 mln dolarów i gwarancję wolności po sezonie 96/97.
W sezonie 92/93 Olajuwon zdobył pierwsze miejsce w blokach (4,17), 26,1 punktów oraz 13 zbiórek na mecz, co stawiało go na miejscu pretendenta do tytułu MVP ligi. W ostatecznym głosowaniu wyprzedził go jednak Charles Barkley. Hakeem poprowadził Houston do wyniku 55-27 w sezonie zasadniczym, zwycięstwa 3-2 w pierwszej rundzie play-off przeciwko Los Angeles Clippers i bardzo wyrównanego pojedynku z Seattle, ostatecznie przegranego 3-4. W marcu 1993 podpisał nowy kontrakt, a w parę dni później otrzymał obywatelstwo amerykańskie.
W sezonie 93/94 zdobył tytuł MVP sezonu regularnego, tytuł najlepszego obrońcy roku, wybór do All-Star, All NBA First Team, 58-24 w sezonie zasadniczym, 3-1 z Portland Trail Blazers, 4-3 z Phoenix Suns, 4-1 z Utah Jazz i wreszcie finał 4-3 przeciwko New York Knicks i P. Ewingowi, oraz tytuł MVP serii finałowej. Indywidualne statystyki Olajuwona na sezon zasadniczy to: 27,3 pkt.(3msc), 11,9 zb. (4msc), 3,71 bl. (2msc), oraz 52,8% z gry (10msc). W play-off jego statystyki wyglądały następująco: 28,9 pkt. (1msc), 11,5 zb. (8msc), oraz 4,11 bl. (2msc).
W sezonie 94/95 Houston jednak nie wiodło się najlepiej. Wydawało się, że Rakiety pomimo zatrudnienia Clyde’a Drexlera (wymiana za Otisa Thorpe) nie będą miały zbyt wielkich szans w play-off. Kontuzje kluczowych zawodników spowodowały, że Houston przystępowało do tych rozgrywek z szóstego miejsca na zachodzie. Ich wynik za sezon regularny to 47-35. Olajuwon wystąpił w 72 meczach, nie przeszkodziło mu to w zajęciu drugiego miejsca pod względem średniej punktowej (27,8), drugiego pod względem bloków (3,36), oraz ósmego w zbiórkach (10,8). Houston zajęli szóste miejsce po sezonie zasadniczym i musieli walczyć z trzecimi na zachodzie Jazzmanami. Pierwszy mecz Rockets przegrali 100-102. Zwycięstwo Utah zawdzięczało Johnowi Stocktonowi, który zdobył kosza na 2,4 sek. do końca spotkania. Mecz drugi, to wspaniała gra Kenny’ego Smitha (32 pkt.) i niewiarygodna skuteczność Rakiet w rzutach za trzy – 19 celnych. Wynik końcowy: 140-126. Kolejny mecz został wygrany pewnie przez Jazz 95-82 i było 2-1 w serii dla Utah. Mecz czwarty – Rakiety „przyparte do muru” musiały wygrać ten mecz. I rzeczywiście, wygrali mecz pewnie 123-106. W tym meczu Olajuwon (40) i Drexler (41) byli trzecią parą zawodników, która zdobyła po 40 pkt. w jednym meczu. W piątym meczu wygrał zespół z Houston (95-91) i Jazzmani zostają wyeliminowani z rozgrywek. Pierwszy mecz drugiej rundy to bardzo wyraźne zwycięstwo Phoenix Suns którzy wygrali 130-108. Także w drugim meczu zespół Charlesa Barkleya nie miał specjalnie wielkich problemów (118-94). W meczu trzecim Rockets wyraźnie się poprawili – zwycięstwo 118-85. W następnym spotkaniu Houstończycy doznają porażki 114-110, mimo iż w połowie trzeciej kwarty Rakiety prowadziły 15 punktami. W kolejnym meczu dzięki ostatniemu koszowi zdobytemu przez Hakeema Rakiety doprowadzają do dogrywki, którą wygrywają (103-97), nadal jednak Suns prowadzą w serii 3-2. Mecz szósty odbył się w Houston, gdzie dzięki szturmowi w czwartej kwarcie Rakiety po raz kolejny uniknęły wyeliminowania z play-off (103-116). Ostatni mecz serii, 110-110 na 7 sekund do końca meczu, M. Elie oddał rzut za 3 punkty. Piłka wpadła do kosza, a Rakiety awansowały do finału konferencji.
W finale konferencji Houston miało zagrać przeciwko San Antonio Spurs i Davidowi Robinsonowi. Spurs mieli przewagę własnego boiska. W pierwszym meczu Robert Horry do czwartej kwarty miał zerową skuteczność z gry, za to w końcówce meczu oddał rzut dający zwycięstwo Rakietom. Olajuwon zdobył w tym meczu 27 pkt., a dla przeciwników Robinson 21 i 9 zbiórek, a Dennis Rodman zebrał 20 piłek. Mecz zakończył się wynikiem 94-93 dla Houston. W meczu drugim Olajuwon brylował: zdobył 41 punktów i 16 zbiórek, a mecz zakończył się z wynikiem 106-96 dla Rakiet. Houston wygrało już piąty mecz z rzędu. Także w kolejnym meczu Hakeem zagrał bardzo dobrze (43 pkt. i 11 zb.), nie wystarczyło to jednak do pokonania Ostróg (102-107). Mecz czwarty i Houston doznaje bardzo wysokiej porażki 103-81. Hakeem zdobył 20 punktów i 14 zbiórek. W kolejnym, piątym meczu Olajuwon zdobywa 42 punkty, 9 zbiórek i 8 asyst, a Rakiety wygrywają 111-90. Także w szóstym meczu Ostrogi mają niewiele do powiedzenia. Dzięki bardzo dobrej grze Horrego (6 x za 3 punkty) i Olajuwona (39 pkt. 17 zb. 5 bl.) Rakiety awansują do finału NBA. W serii z San Antonio Olajuwon pokazał, że to jemu, a nie Robinsonowi należał się tytuł MVP sezonu.
W finale Houston grało przeciwko Orlando, młodemu zespołowi z dwoma młodymi gwiazdorami Shaquille’em O’Nealem i Pennym Hardawayem. Przez cały pierwszy mecz Orlando miało przewagę nad Houston. W pierwszej połowie Rakiety były stale o kilkanaście punktów za Magikami. Trzecią kwartę Houston przeszło jak burza i dzięki 5 trafieniom Kenny'ego Smitha za 3 przed czwartą kwartą Houston prowadziło już 87-80. Jednak Orlando nie poddawało się i na minutę i 17 sekund przed końcem znów prowadzili 110-107. Na 10,5 sek. do końca Nick Anderson miał wykonać dwa osobiste. Aby mieć wygrany mecz wystarczyło, żeby trafił chociaż jeden, jednak spudłował. Po dwóch sekundach akcji i Anderson znowu stanął na linii rzutów osobistych, i znowu nie trafił, a Smith rzutem za trzy doprowadził do dogrywki. W dogrywce trwała wyrównana gra. Przed samym jej końcem trwał remis. Drexler oddał rzut, O’Neal wybiegł, aby go zablokować. Clyde chybił, ale osamotniony pod koszem Olajuwon dobił piłkę. Zegar zatrzymał się na 0,3 sekundy do końca. Magikom nie starczyło jednak czasu, aby oddać celny rzut na kosz. Mecz skończył się wynikiem 120-118, a Hakeem, grając przez 48 minut zdobył 31 punktów 6 zbiórek 7 asyst i 4 bloki. Mecz drugi to pewne zwycięstwo Rakiet 117-106. Jeden jedyny remis miał miejsce w pierwszej kwarcie przy wyniku 6-6. Olajuwon zdobywa 34 punkty 11 zbiórek i 4 bloki. Mecz trzeci to kolejne zwycięstwo zespołu z Houston. 25 punktów 13 zbiórek i 7 asyst Drexlera, oraz 31 pkt. 14 zb. i 7 as. Olajuwona przyczyniają się do zwycięstwa nad Orlando 108-103. Mecz czwarty: 113-101 dla Houston. Olajuwon zdobył 35 pkt. 15 zb. 6 as. i 3 przechwyty. Rakiety zdobyły tytuł nie mając przewagi własnego boiska w żadnej serii play-off, do którego przystąpili z szóstego miejsca, a każdy z ich przeciwników miał powyżej 50 zwycięstw w sezonie zasadniczym. Olajuwon jest jednym z trzech (obok Michaela Jordana oraz Kobe Bryanta) zawodników, który zdobył tytuł MVP finałów dwa razy z rzędu.
Sezon 95/96 to oczekiwania na wielką grę Rakiet i wielki finał Bulls (czyli Jordan + Pippen) kontra Rockets (Olajuwon + Drexler). Jednak Rakiety nie zachwycają. Wynik 48-34 w sezonie zasadniczym jest dobry, ale od obrońców tytułu wymaga się więcej. Wytłumaczeniem tego może być plaga kontuzji, jaka spadła na Houston w tym sezonie. Jedynym zawodnikiem, który rozegrał w tym zespole więcej niż 72 spotkania był Chucky Brown. Olajuwon rozgrywa w tym sezonie 72 mecze. Jego zdobycze w tym sezonie to: 26,9 punktów (2. miejsce w NBA za Jordanem), 10,9 zbiórki (6 msc.), oraz 2,88 bloku (4 msc.). Po raz kolejny został wybrany do meczu gwiazd. W tym czasie Hakeem pobił także rekord wszech czasów w kategorii liczby bloków zaliczonych w całej karierze, a ustanowiony przez Kareema Abdul-Jabbara (3190). Ponadto Olajuwon jako 9. w NBA zebrał na swoim koncie 20 000 punktów i 10 000 zbiórek. Olajuwon został wybrany do reprezentacji USA na igrzyska olimpijskie w Atlancie, gdzie Stany Zjednoczone łatwo wywalczyły pierwsze miejsce. Olauwona uznano także jako jednego z 50 najlepszych zawodników wszech czasów NBA. Pierwsza runda play-off to dosyć łatwe pokonanie L.A. Lakers 3-1. Jednak w drugiej rundzie Houston natrafiło na rozgrywających bardzo dobry sezon Seattle Supersonics. Rakiety zostały zmiecione z parkietu wynikiem 4-0.
Przed sezonem 96/97 największym hitem transferowym było przejście do Houston Charlesa Barkleya. Dzięki tej wymianie zespół Houston Rockets zaczęto nazywać „Mały Dream Team”. Bowiem Drexler, Barkley i Olajuwon występowali w reprezentacjach USA na olimpiadach. Drexler w Barcelonie, Barkley w Barcelonie i Atlancie, Olajuwon w Atlancie. W sezonie zasadniczym widać było wyraźną poprawę w grze Rakiet. W porównaniu z poprzednim sezonem wygrali oni o 9 meczów więcej. Olajuwon zaliczał średnio 23,2 punktów (7 msc. w NBA), 9,2 zbiórki (17 msc.) i 2,22 bloki (8 msc.). Wszyscy trzej gwiazdorzy zostali wybrani do reprezentacji Zachodu na All Star Game. W pierwszej rundzie Rakiety natrafiły na Minnesotę Timberwolves, poradzili sobie z nimi bardzo łatwo, nie oddali ani jednego meczu wygrywając serię 3-0. W drugiej rundzie było już ciężko, po bardzo zaciętej i wyrównanej walce Rakiety wygrywają z Seattle Supeersonics w siódmym meczu, rewanżując się za poprzedni sezon. W finale konferencji zagrali przeciwko Utah. Utah osiągnęli prowadzenie w serii 3-2. W szóstym meczu, który okazał się ostatnim meczem serii Rakiety były bardzo bliskie osiągnięcia zwycięstwa. Ich nadzieje zostały pogrzebane przez Johna Stocktona, który na sekundę przed końcem spotkania oddał celny rzut, czym przełamał remis. To właśnie Utah, a nie Houston awansowało do finałów NBA.
Sezon 97/98 to jedno wielkie pasmo kontuzji w Houston. Drexler rozegrał 70 meczów, Barkley – 68, natomiast Olajuwon – 47. Nic więc dziwnego, że Rakiety rozegrały najsłabszy od 14 lat sezon w NBA. 41 zwycięstw raczej nie przynosi im chluby. Olajuwon rozegrał najsłabszy sezon w swojej karierze (16,4 pkt., 9,8 zb., 2,04 bl.). W play-off wydawało się jednak, że Rakiety sprawią niespodziankę swoim kibicom. W pierwszej rundzie natrafili na Utah Jazz (1. miejsce w NBA). Rakietom udało się osiągnąć prowadzenie w serii, jednak Jazzmani nie poddali się. Doszło do meczu piątego, decydującego o tym, kto będzie grał dalej. W tym bardzo ważnym meczu nie mógł wystąpić Barkley, który doznał kontuzji wykluczającej go z gry. A ostatni mecz należał do Utah.
Do sezonu 98/99 (właściwie dzięki lokautowi – sezonu '99) Rakiety przystępowały bez Drexlera, który postanowił zakończyć karierę. Rakiety nie przystępowały do tego sezonu osłabione, w ich składzie pojawił się kolejny członek Dream Teamu (Barcelona i Atlanta), Scottie Pippen. W tym sezonie oczekiwano od Rakiet walki o mistrzostwo, jednak rzeczywistość okazała się brutalna dla fanów Houston. Zatrudnienie trójki gwiazdorów grających na pozycjach ataku (Olajuwon – środkowy, Barkley – silny skrzydłowy, Pippen – niski skrzydłowy) spowodowało osłabienie linii obrony, gdzie z konieczności musieli występować nowicjusze. Słaba gra Pippena (najsłabsza od czasów, gdy był nowicjuszem), który nie mógł się wkomponować w zespół, słaba (w porównaniu z tym, do czego nas przyzwyczaili) gra Olajuwona i Barkleya raczej nie wróżyła niczego dobrego przed play-off. Dodatkowo nastrój w Houston pogorszyły narzekania Pippena na to, że nie jest prawie wcale wykorzystywany w ataku. Pomimo to Rakiety wygrywały i to nawet dosyć często osiągając stosunek zwycięstw do porażek 31-19. Osiągnięcia Olajuwona to 18,9 pkt., 9,6 zb., 2,46 bl. W play-off zawodnicy Houston Rockets mieli niewiele do powiedzenia. Trafili na dużo młodszy zespół L.A. Lakers.  Rakiety przegrały 3-1 i na tym zakończył się ich udział w play-off.

### Toronto Raptors
Na początku XXI w. Houston zaczęli przebudowywać zespół, sprowadzając młodych obrońców Cuttino Mobleya i Steve’a Francisa, który zdobył nagrodę Nowicjusza Roku 2000. 8 sierpnia 2001 roku Hakeem został oddany do Toronto Raptors za prawa wyboru w drafcie (w drafcie z roku 2002 Houston wybrali z numerem 15. Boštjana Nachbara). Tam Olajuwon rozegrał swój ostatni sezon w NBA, zanim odszedł na emeryturę jako jeden z najlepszych graczy obrotowych wszech czasów. Krótko po jego odejściu na emeryturę Rockets zastrzegli numer 34 (z takim numerem na koszulce Olajuwon grał w tej drużynie).

## Wiara muzułmańska
Przez cały czas kariery w college’u i na początku kariery w NBA, był często niezdyscyplinowanym graczem, który pyskował do arbitrów, a także biorącym udział w walkach z innymi graczami (np.: z Magikiem Johnsonem) i gromadzącym dużą liczbę osobistych fauli. Jednakże później w karierze Olajuwon zaczął poznawać swoją stronę duchową, stając się gorliwym muzułmaninem i decydując się na zmianę swojego imienia, aby miało właściwe arabskie brzmienie, gdy stał się bardzo pobożny.
Oficjalnie poinformował o zmianie imienia z Akeem na Hakeem 9 marca 1991 roku. Ja nie tylko zmieniam pisownię mojego imienia, ja je poprawiam, tłumaczył później. Olajuwon był nadal konsekwentnie uważany za jednego z czołowych środkowych ligi pomimo ścisłego przestrzegania zasad miesiąca Ramadan, który przypadał podczas jego wszystkich sezonów w NBA, a jest on zazwyczaj niezwykle trudny dla wszystkich muzułmańskich sportowców.
Zdobył również uznanie za swoje sportowe zachowanie na parkiecie i działania charytatywne poza nim, a także stał się znany jako jedna z najinteligentniejszych osobowości w świecie sportu, mówiąc kilkoma językami i posiadając niezwykle rozwinięty zmysł oceniania sztuki. Odszedł na emeryturę z reputacją jednego z najlepszych graczy NBA.

## Osiągnięcia

### NCAA
- Wicemistrz NCAA (1983, 1984)
- Uczestnik NCAA Final Four (1982–1984)
- Mistrz:
  - turnieju konferencji Southwest (SWC – 1983, 1984)
  - sezonu regularnego konferencji SWC (1983, 1984)
- NCAA Final Four Tournament Most Outstanding Player (1983)[3]
- Zawodnik Roku:
  - NCAA według Basketball Times (1984)
  - konferencji SWC (1984)[4]
- MVP turnieju SWC (1984)
- Wybrany do I składu:
  - All-American (1984)[5]
  - turnieju NCAA (1983, 1984)[6]
- Lider NCAA w:
  - zbiórkach (1984)[7]
  - skuteczności rzutów z gry (1984)[7]
- Uczelnia zastrzegła należący do niego numer 34

### NBA
- dwukrotny mistrz NBA (1994, 1995)[8]
- MVP:
  - finałów NBA (1994, 1995)[8]
  - sezonu regularnego NBA (1994)[9]
  - miesiąca NBA (listopad 1985, kwiecień 1990, styczeń 1993, kwiecień 1993, listopad 1993, luty 1995)[10]
- 12-krotny uczestnik spotkań gwiazd NBA (1985–1990, 1992–1997)[11]
- dwukrotny Obrońca Roku NBA (1993, 1994)[12]
- Wybrany do:
  - I składu:
    - NBA (1987-1989, 1993, 1994, 1997)[13]
    - defensywnego NBA (1987, 1988, 1990, 1993, 1994)[14]
    - debiutantów NBA (1985)[15]

  - II składu:
    - NBA (1986, 1990, 1996)[13]
    - defensywnego NBA (1985, 1991, 1996, 1997)[14]

  - III składu NBA (1991, 1995, 1999)[13]
  - grona 50 Najlepszych Zawodników w Historii NBA (NBA’s 50th Anniversary All-Time Team – 1996)[16]
  - składu najlepszych zawodników w historii NBA, wybranego z okazji obchodów 75-lecia istnienia ligi (2021)[17]
- Zdobywca NBA IBM Award (1993)[18]
- Lider:
  - sezonu zasadniczego w średniej:
    - bloków (1990, 1991, 1993)[19]
    - zbiórek (1989, 1990)[20]

  - play-off w:
    - średniej:
      - zdobytych punktów (1989, 1994, 1995)[21]
      - zbiórek (1988, 1989)[22]
      - bloków (1987, 1990, 1993)[23]

    - liczbie celnych rzutów wolnych (1986, 1994)[24]
- trzykrotny debiutant miesiąca NBA (grudzień 1984, luty-marzec 1985)[25]
- Klub Houston Rockets zastrzegł należący do niego w numer 34[26]

### Inne
- Wybrany do:
  - Koszykarskiej Galerii Sław im. Jamesa Naismitha (Naismith Memorial Basketball Hall Of Fame – 2008)[27]
  - Galerii Sław FIBA (2016)[28]

### Rekordy
- Rekordzista NBA w liczbie bloków (92), uzyskanych w trakcie pojedynczych rozgrywek play-off (1994)[29]
- Lider wszech czasów:
  - NBA w:
    - liczbie bloków[30]
    - średniej bloków uzyskanych w play-off (3,26)[31]

  - klubu Houston Rockets w liczbie zdobytych punktów (26511), rozegranych spotkań (1177), minut (42844), celnych (10555) i oddanych (20573) rzutów z gry, celnych (5376) i oddanych (7537) rzutów wolnych, zbiórek (13382), bloków (3740), przechwytów (2088), strat (3569), fauli (4236), średniej bloków (3,2)[32]
- Jeden z czterech zawodników w historii NBA, którym udało się zanotować quadruple-double.
- Jedyny gracz w historii NBA, który w jednym sezonie zdobył nagrody Najwartościowszego Gracza sezonu zasadniczego, Najwartościowszego Gracza Finałów NBA, Najlepszego Obrońcy Roku (1994).
- Stał się trzecim graczem w historii NBA (po Abdul-Jabbarze i Billu Waltonie), który podczas tego samego sezonu zdobył tytuł dla najlepiej zbierającego piłki i najlepiej blokującego rzuty.

### Reprezentacja
- Mistrz olimpijski (1996)[33]

## Statystyki
|                   | mecze | min/mecz | pkt   | pkt/mecz | % z gry | %3pkt | %wolne | asysty | a/mecz | zbiórki | zb/mecz | bloki | bl/mecz | przechwyty | p/mecz |
| ----------------- | ----- | -------- | ----- | -------- | ------- | ----- | ------ | ------ | ------ | ------- | ------- | ----- | ------- | ---------- | ------ |
| Sezony zasadnicze | 1238  | 35,7     | 26946 | 21,8     | 51,2%   | 20,2% | 71,2%  | 3058   | 2,5    | 13748   | 11,1    | 3830  | 3,09    | 2162       | 1,75   |
| Playoff           | 145   | 39,6     | 3755  | 25,9     | 52,8%   | 22,2% | 71,9%  | 458    | 3,2    | 1621    | 11,2    | 472   | 3,26    | 245        | 1,69   |
| All-Star          | 12    | 22,5     | 117   | 9,8      | 40,9%   | 100%  | 52%    | 17     | 1,25   | 94      | 7,8     | 23    | 1,92    | 15         | 1,25   |